# Mníšek nad Hnilcom
Mníšek nad Hnilcom este o comună slovacă, aflată în districtul Gelnica din regiunea Košice, pe malul râului Hnilec. Localitatea se află la altitudinea de 419 m deasupra n.m., se întinde pe o suprafață de 39,44 km2 și în 2017 număra 1.781 de locuitori.

## Istoric
Localitatea Mníšek nad Hnilcom este atestată documentar din 1233.

## Demografie
| An:                | 1994 | 2004   | 2014   | 2024   |
| ------------------ | ---- | ------ | ------ | ------ |
| Număr de persoane: | 1621 | 1711   | 1751   | 1830   |
| Diferență:         |      | +5,55% | +2,33% | +4,51% |

| An:                | 2023 | 2024   |
| ------------------ | ---- | ------ |
| Număr de persoane: | 1832 | 1830   |
| Diferență:         |      | −0,10% |